# 西順蔵
西 順蔵（にし じゅんぞう、旧字体：西 順藏、1914年8月30日 - 1984年6月12日）は、中国思想史家、一橋大学名誉教授。

## 経歴
出生から修学期
1914年、広島県広島市で倫理学者・旧制広島文理科大学教授であった西晋一郎の次男として生まれた。旧制広島高校を経て、東京帝国大学文学部支那文学哲学科で学んだ。1937年に卒業し、同大学大学院に進学。
思想史研究者として(戦前)
卒業後は、1938年より文部省国民精神文化研究所助手として勤務。1942年、京城帝国大学文学部助教授に任じられた。1944年、京城で大日本帝国陸軍第49師団歩兵第106連隊に二等兵として3ヶ月入隊。
戦後
1946年、第二次世界大戦終戦にともなって京城帝国大学も廃止となり退官。日本へ引き上げ、同年東京産業大学（現一橋大学）予科教授に就任。1949年に一橋大学社会学部助教授、1958年同教授に昇格、1966年一橋大学第6代社会学部長。1978年に定年退官して名誉教授。その後は和光大学人文学部教授となった。

## 研究内容・業績
専門は中国近現代中国思想史。戦後昭和における近現代中国思想史研究の開拓者の一人であり、アンソロジー『原典中国近代思想史』（旧版全6冊、岩波書店刊）の編集を単独で担当したことで知られる。また、在日アジア人差別などの社会問題に関心を抱き、反差別の市民運動にも積極的に参加した。
門下生
一橋大学で多くの学生を指導し、門下には下記がいる。
- 天児慧（早稲田大学名誉教授）[1]
- 井上義夫（一橋大学名誉教授）
- 坂元ひろ子（一橋大学名誉教授）[2]。
- 佐藤公彦（東京外国語大学名誉教授）

## 家族・親族
- 父：西晋一郎は哲学者。

## 著書

### 単著
- 『満州国の宗教問題』(大東亞文化建設研究 4) 国民精神文化研究所 1943
- 『中国思想論集』筑摩書房 1969
- 『日本と朝鮮の間：京城生活の断片、その他』影書房 1983
- 『東京の被差別部落』明石書店 1981

### 著作集
- 『西順蔵著作集』(全4) 同刊行委員会編、内山書店 1995〜1996

1. 1巻
2. 2巻
3. 3巻
4. 別巻『西順蔵 人と学問』

### 共編著
- 『宗教』(中国文化叢書 6) 窪徳忠共編、大修館書店 1967
- 『清末民国初政治評論集』(中国古典文学大系 58) 島田虔次共編）平凡社 1971
- 『日本：内への差別外への侵略』(叢書 現代のアジア・アフリカ 10) 藤島宇内・菅沼正久共著、三省堂 1972
- 『原典中国近代思想史』(全6冊) 岩波書店 1976-1977

1. 1巻『アヘン戦争から太平天国まで』
2. 2巻『洋務運動と変法運動』
3. 3巻『辛亥革命』
4. 4巻『五四運動から国民革命まで』
5. 5巻『毛沢東思想の形成と発展』
6. 6巻『国共分裂から解放戦争まで』

- 『アジアの差別問題』(世界差別問題叢書) 小島晋治共編、明石書店 1986

### 刊行訳書
- 『仁学：清末の社会変革論』譚嗣同著、坂元ひろ子共訳注、岩波文庫 1989
- 『章炳麟集：清末の民族革命思想』近藤邦康共編訳、岩波文庫 1990

## 西順蔵に関する著作
- 木山英雄編『西順蔵 人と学問』（著作集別巻）内山書店 1995
- 「西順蔵名誉教授著訳目録」『一橋論叢』81-3, 1979年, 380-388頁.PDF